# Trichopalpus nigribasis
Trichopalpus nigribasis är en tvåvingeart som först beskrevs av Charles Howard Curran 1927.  Trichopalpus nigribasis ingår i släktet Trichopalpus och familjen kolvflugor. Inga underarter finns listade i Catalogue of Life.